# Honda NSR500
Honda NSR500 — гоночний мотоцикл, що випускався у 1984-2002 роках компанією Honda, представник серії NSR. Був розроблений HRC (Honda Racing Corporation) і дебютував у чемпіонаті світу з шосейно-кільцевих мотоперегонів MotoGP в класі 500сс у 1984 році. Гонщики на цьому мотоциклі виграли 10 чемпіонатів світу, в тому числі шість поспіль у період 1994-1999 років. З понад 100 перемогами на етапах Гран-Прі, ця модель є найуспішнішою у сучасній ері MotoGP.

## Історія

### 1984-1987
Honda NSR500 був розроблений на заміну мотоциклу попередньої моделі NS500, який оснащувався трициліндровим двигуном. Враховуючи недоліки його трициліндрового попередника, новий V4 комплектувався одним колінчастим валом, що робило його легшим і компактнішим в порівнянні з оснащеним подвійним валом NS500. Хоча його технології несиметричного шасі супроводжувались поломками у своєму першому сезоні, NSR500 у наступному сезоні, 1985 року, приніс Honda титул чемпіона світу. Збільшення кута розвалу циліндрів (V) до 112 градусів в 1987 році дало можливість розмістити між ними квартет 36 мм карбюраторів Keihin, що сприяло подачі у камери згоряння більш холодного повітря. Перехід на нову систему також дозволил двигуну більш ефективно випускати відпрацьовані гази. До кінця року Honda виграла свій третій чемпіонат світу в класі 500сс і другий на мотоциклі NSR500.

### 1988-1989
Повністю перероблений для сезону 1988 року, NSR500 отримав більш жорстке алюмінієве шасі і зазнав різних змін двигуна. Ще більш поліпшений у сезоні 1989 року, двигун NSR500 видава потужність понад 165 кінських сил (123 кВт) при 12 000 обертах на хвилину - вдвічі більше, ніж модель 1966 року Honda RC181, який був чотиритактним. Він розвивав максимальну швидкість понад 190 миль на годину (310 км/год) — у 1989 році за максимальною швидкістю та потужністю йому не було рівних на треку. Це дало можливість Едді Лоусону виграти четвертий титул для хонда у 1989 році.

### 1990-1998

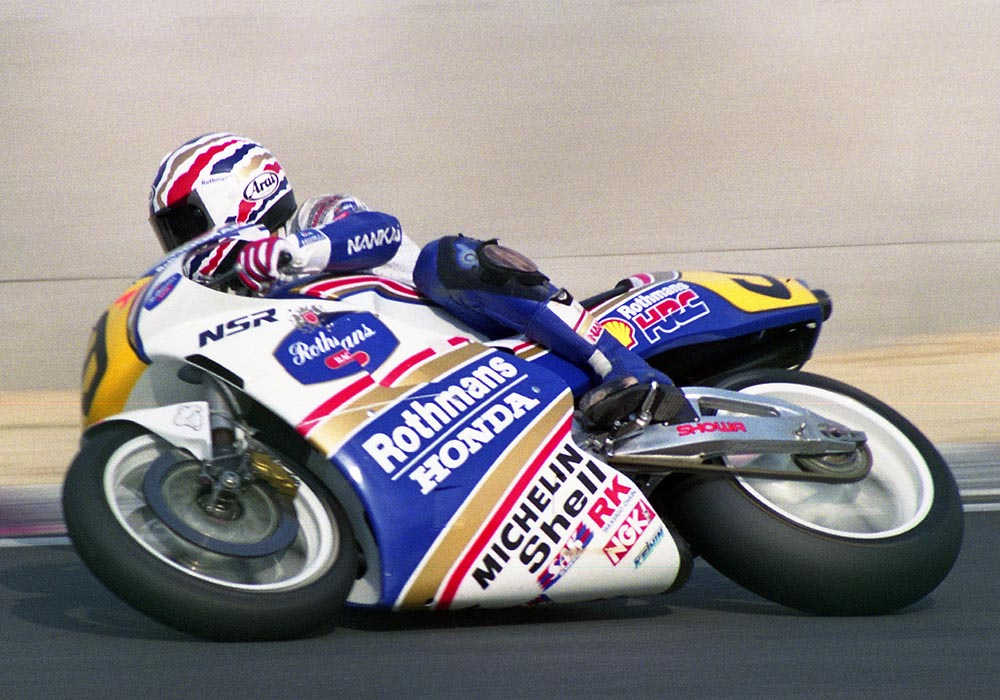
Мік Дуейн на Гран-Прі Японії, 1990 рік

Двигун 499 CC V-4, який міг видавати понад 200 кінських сил (150 кВт) потужності, вдосконалене шасі, застосування сучасних технологій управління двигуном та австралійський гонщик Мік Дуейнн зробили NSR500 легендою в 1990-тих роках. Всебічне тестування в 1991 році призвело до застосування нового алюмінієвого шасі за зразком успішної моделі RVF750. У 1992 році Honda застосувала у конструкції двигуна революційну систему управління запалюванням у циліндрах, названу «Big-bang» — для кожної пари циліндрів підпал пального здійснювався практично одночасно, але між першим і другим спалахами був зроблений невеликий часовий проміжок, який дозволяв колесам «перепочити»; відразу після цього на колеса подавався подвоєний заряд потужності. Це був прорив. Мік Дуейн, використовуючи цей двигун, виграв п'ять із семи перших гонок сезону 1992 року в класі 500сс. На жаль, під час кваліфікації на восьмому Гран-Прі сезону у Ассені австралієць зазнав аварії, у якій отримав перелом правої ноги. Це позбавило його шансів на титул у цьому році. Починаючи з 1994 року Мік Дуейн виграв на NSR500 п'ять чемпіонатів світу поспіль. Вигравши 12 з 15 гонок у 1997 році, він за кількістю виграних Гран-Прі протягом одного сезону, перевершив досягнення у 11 перемог, яке встановив у 1972 році Джакомо Агостіні. Загалом вигравши 54 гонки на NSR500, Дуейн досяг результату, якого не можуть досягти жоден гонщик на одному мотоциклі у сучасній історії MotoGP. Починаючи приблизно з 1997 року деякі заводські гонщики повернули у свої NSR500 традиційну систему запалювання «Screamer».

### 1999-2002
Постійне вдосконалення NSR500 дозволило гонщикам ще двічі виграти чемпіонат світу: у 1999 році це зробив Алекс Крівіль, у 2001 — Валентіно Россі. Тим часом, у 2002 році відбулися зміни у правилах — на зміну двотактним двигунам з робочим об'ємом до 500 см³ були введені чотиритактні з об'ємом до 990 см³, дозволена кількість циліндрів зросла до шести. Змінилась також назва класу з «500сс» на «MotoGP». Через ці зміни Honda у 2002 році представила новий мотоцикл RC211V.

## Результати у MotoGP
Гонщики на мотоциклі Honda NSR500 10 разів вигравали чемпіонат світу MotoGP в класі 500сс:
| Рік  | Команда                 | Гонщик          |
| ---- | ----------------------- | --------------- |
| 1985 | Rothmans Honda-HRC      | Фредді Спенсер  |
| 1987 | Rothmans Honda          | Вейн Гарднер    |
| 1989 | Rothmans Kanemoto Honda | Едді Лоусон     |
| 1994 | HRC Honda               | Мік Дуейн       |
| 1995 | Repsol Honda            | Мік Дуейн       |
| 1996 | Repsol Honda            | Мік Дуейн       |
| 1997 | Repsol Honda            | Мік Дуейн       |
| 1998 | Repsol Honda            | Мік Дуейн       |
| 1999 | Repsol Honda Team       | Алекс Крівіль   |
| 2001 | Nastro Azzurro Honda    | Валентіно Россі |

Всього на мотоциклі Honda NSR500 13 гонщиків виграли 111 гонок Гран-Прі:
| Гонщик             | Всього | Сезони    |
| ------------------ | ------ | --------- |
| Мік Дуейн          | 54     | 1990-1998 |
| Вейн Гарднер       | 18     | 1986-1992 |
| Алекс Крівіль      | 12     | 1992-1999 |
| Фредді Спенсер     | 10     | 1984-1985 |
| Едді Лоусон        | 4      | 1989      |
| Тадаюкі Окада      | 3      | 1997-1999 |
| Лука Кадалора      | 2      | 1996      |
| Карлос Чека        | 2      | 1996-1998 |
| Макс Б'яджі        | 2      | 1998      |
| Ренді Мамола       | 1      | 1984      |
| П'єрфранческо Чилі | 1      | 1989      |
| Дарил Біті         | 1      | 1983      |
| Альберто Пуїг      | 1      | 1995      |